# جامع ساوة
جامع ساوة هو مسجد جامع ، يقع في مدينة ساوة في إيران.
بني هذا المسجد في أوائل الفتح الإسلامي لبلاد فارس، ويعتقد المؤرخون ان هذا المسجد هو أول مسجد بني في إيران، وعلى غرار العديد من المعالم الأثرية في وسط إيران، يعود تاريخ جامع ساوه إلى بداية القرن الثاني عشر الميلادي، بينما يعود تاريخ مئذنته التي ما زالت باقية إلى ما بين عامي 1110 و 1061. وتتصل عمارة وهندسة واجهة البوابة باسلوب عمارة المساجد في القرن الثاني عشر، وعلى الرغم من أن تاريخ مبنى المسجد نفسه على ما يبدو من بداية القرن السادس عشر.
وتشير الاكتشافات الاثرية الأخيرة إلى أن المسجد قد يكون قد شيد على أسس مسجد أقدم منه ويرجع تاريخه إلى القرن العاشر حيث ان العديد من النقوش الموجودة في المسجد تشير إلى القرن العاشر.
وكان المسجد يحتوي على منارتين ولكن بقيت منارة مئذنة واحدة فقط، وهي لا تزال قائمة، ويبلغ ارتفاع منارة المئذنة حوالي 14 مترا ويبلغ عرض قطرها 3.5 مترا.
إن الهندسة والزخرفة الرائعة والمتنوعة من أنماط الطوب التي شيدت بها المئذنة، والنقوش التي عليها بالخط الكوفي والنسخ، تشير إلى الفترة المزدهرة من عهد السلاجقة، والجزء العلوي منها مفقود وأقصر جزء من البناية المتبقية استعيد مع إضافة قطع من الطوب العادي.
المسجد يحتوي على باحة وساحة مفتوحة ومستطيلة الشكل يبلغ ابعادها حوالي 36x44 متر وتحيط بها أعمدة مصنوعة من الطوب، وفي الجانب الغربي من الساحة المفتوحة، هناك إيوان كبير، وفيه قبة يبلغ ارتفاعها حوالي 14 مترا بينما يبلغ قطرها 16 مترا من الداخل وزينت القبة بالزخرفة والنقوش مع البلاط. وتزين اثنين من القاعات التي يرجع تاريخها إلى عصر الدولة الصفوية بالنقوش والكتابات بخط الثلث، وهناك أيضا نقوش أخرى، وكتب عليها آيات قرآنية بالخط الكوفي وخط الثلث. ويحتوي المسجد على شرفة مرتفعة بين منطقتين داخلية في الجبهة الغربية، وعلى جانبيها يوجد العديد من الغرف المخصصة لخدم المسجد وطلاب العلم وغيرهم.

## معرض صور

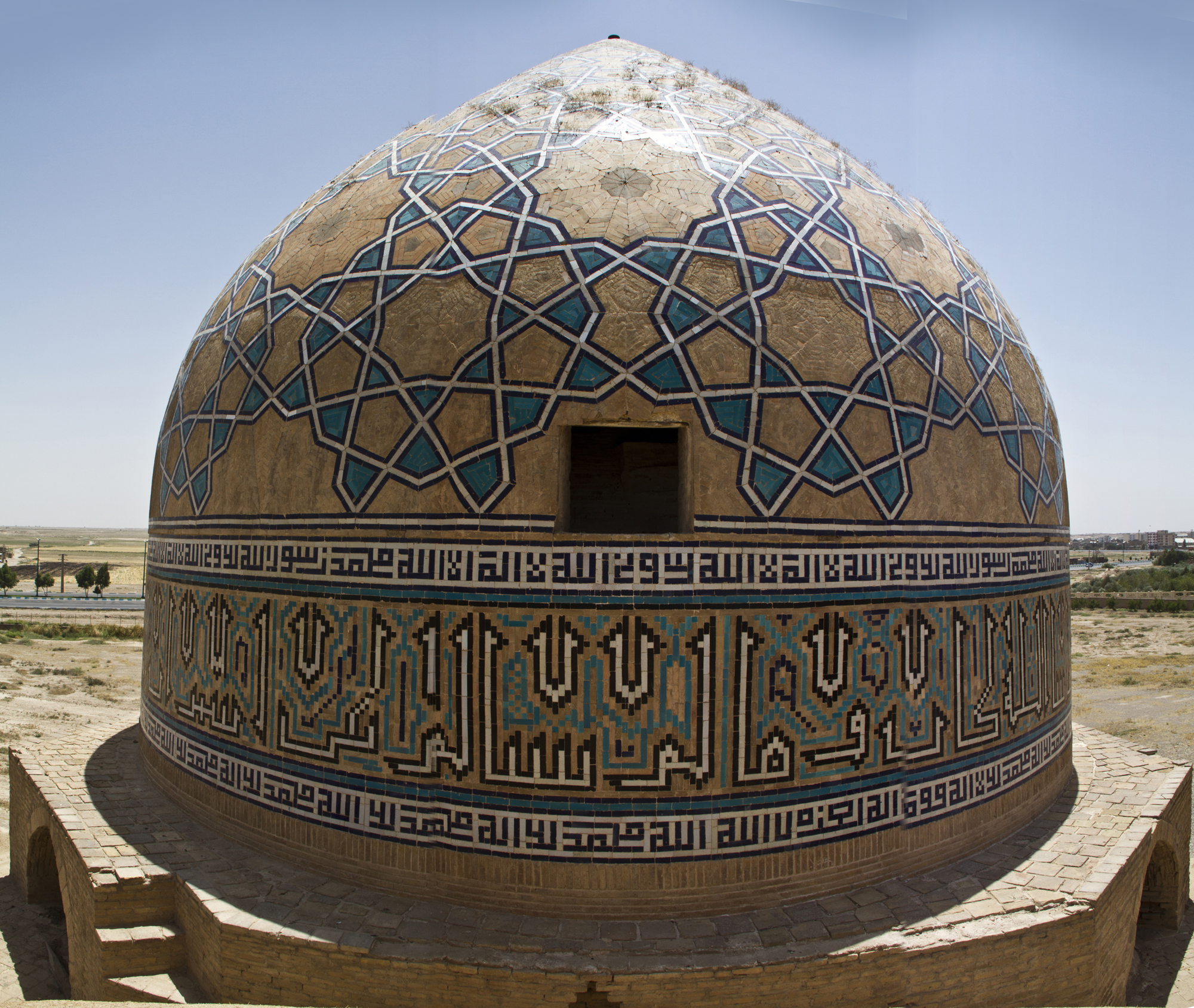
قبة المسجد
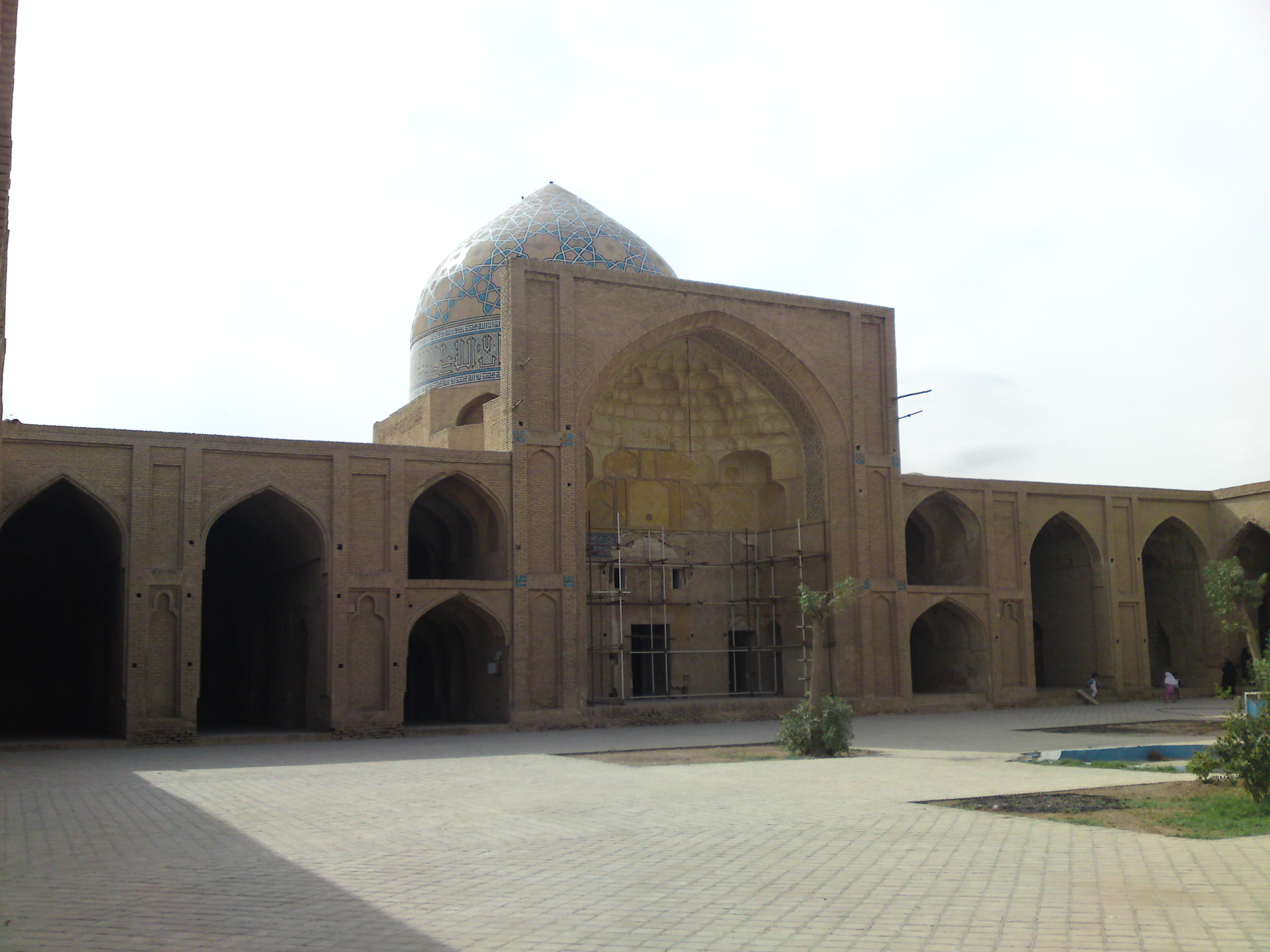
الساحة الداخلية للمسجد
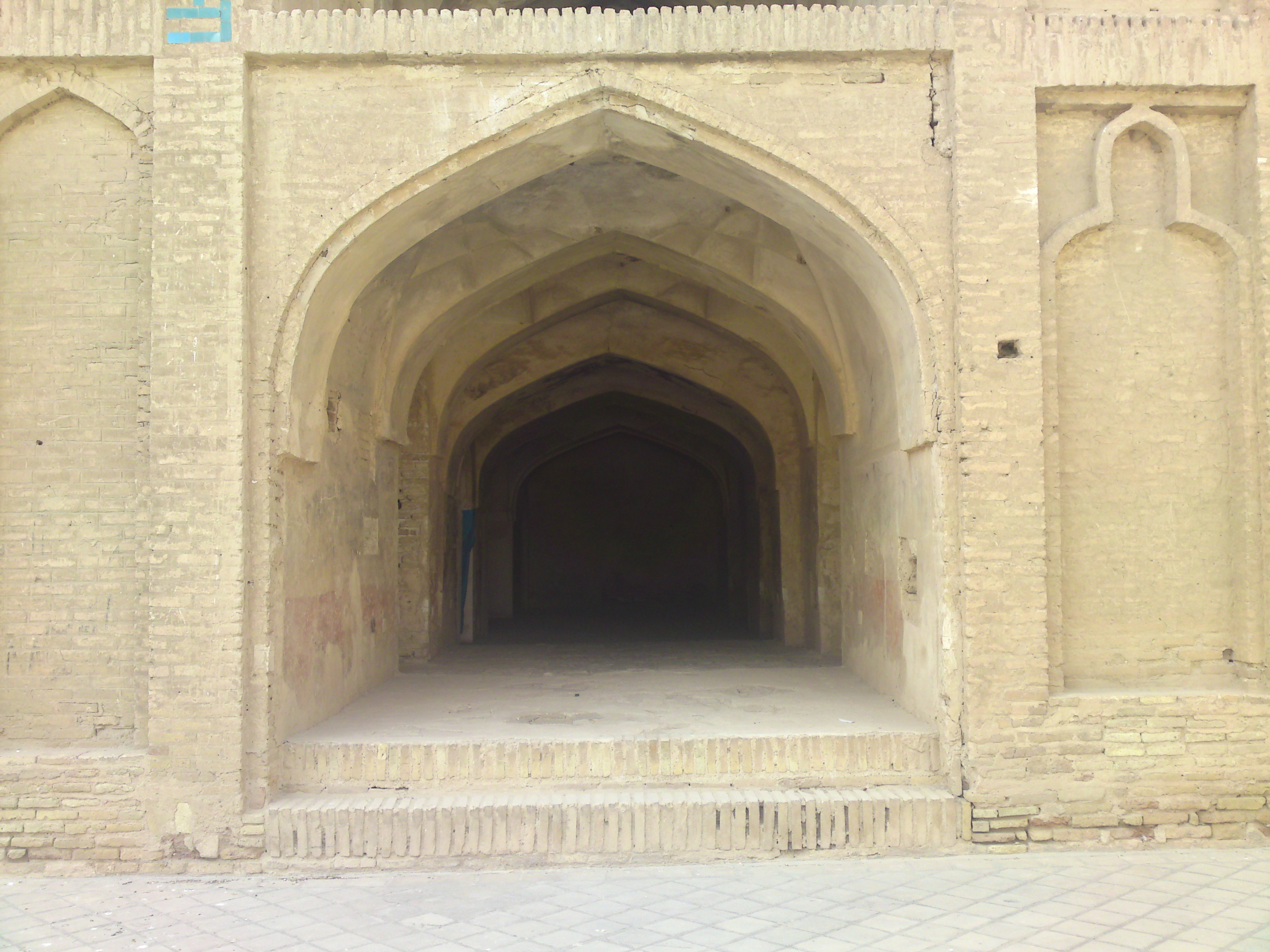
إحدى الغرف في الجامع
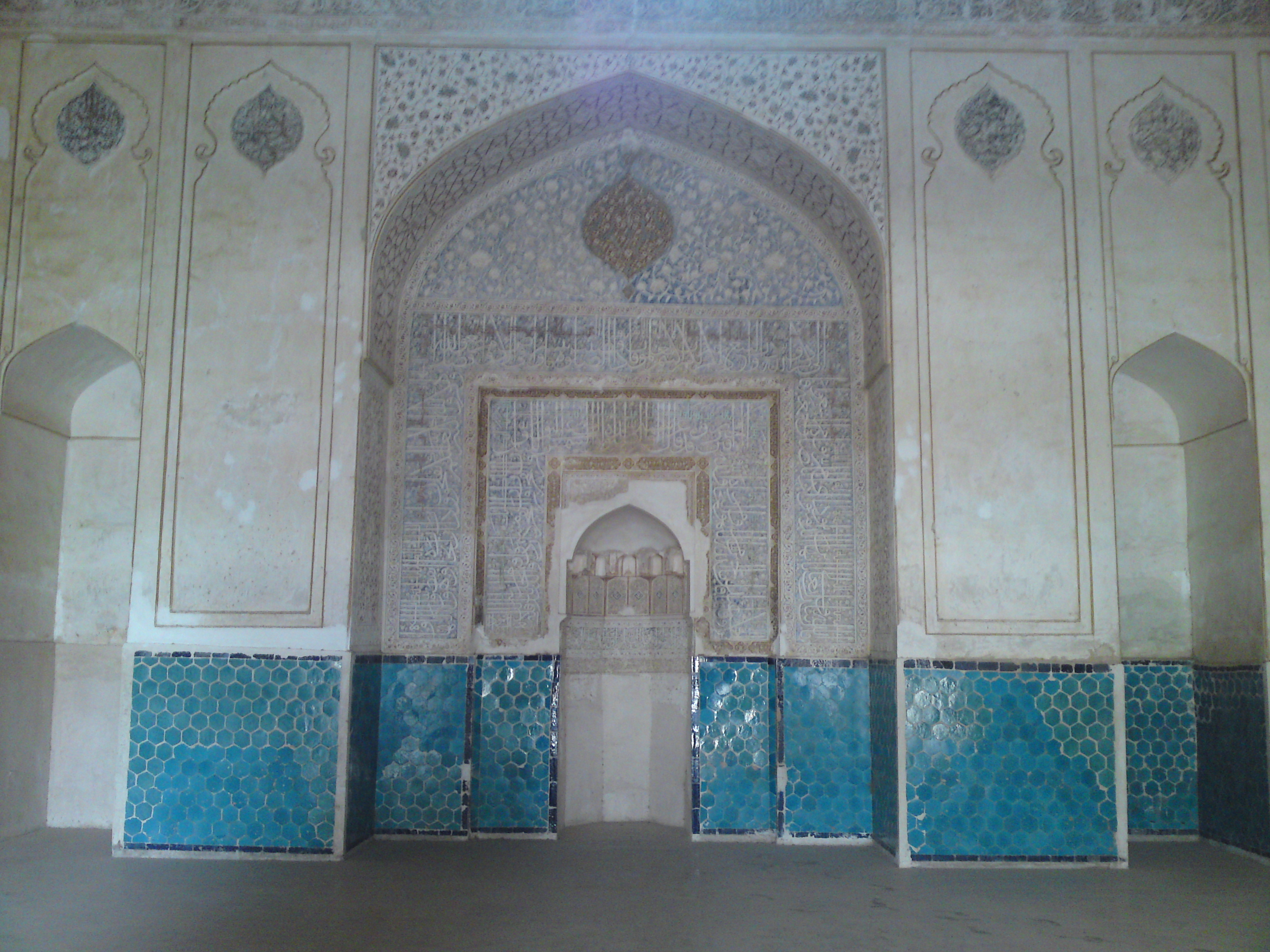
محراب المسجد